# Bulbophyllum meristorhachis
Bulbophyllum meristorhachis är en orkidéart som beskrevs av Leslie Andrew Garay och Galfrid Clement Keyworth Dunsterville. Bulbophyllum meristorhachis ingår i släktet Bulbophyllum och familjen orkidéer. Inga underarter finns listade i Catalogue of Life.